# Macaranga glandulifera
Macaranga glandulifera är en törelväxtart som beskrevs av Lily May Perry. Macaranga glandulifera ingår i släktet Macaranga och familjen törelväxter. Inga underarter finns listade i Catalogue of Life.